# محمد بن حمو الزياني
محمد بن حَمُّو (أُحَمُّو) الزَّيَانِي من أبرز رجال المقاومة في التاريخ المغربي الحديث. اشتهر بنضاله المستميت في معركة الهري الشهيرة التي أباد فيها الكثير من قوات الجيش الفرنسي قرب مدينة خنيفرة في الأطلس المتوسط، وكان ذلك في سنة 1332 ھ (1914 م). وحدث ذلك بعد أن حاصر الفرنسيون مخيم قائد قبائل زيان من جميع النواحي قصد القضاء عليه بصفة نهائية. توفي مستشهدا في رجب 1339 (1921 م) عن عمر يناهز 80 سنة في معركة ضد الجيش الفرنسي بقيادة الجنرال بويميرو.

## موحا أمغار زيان

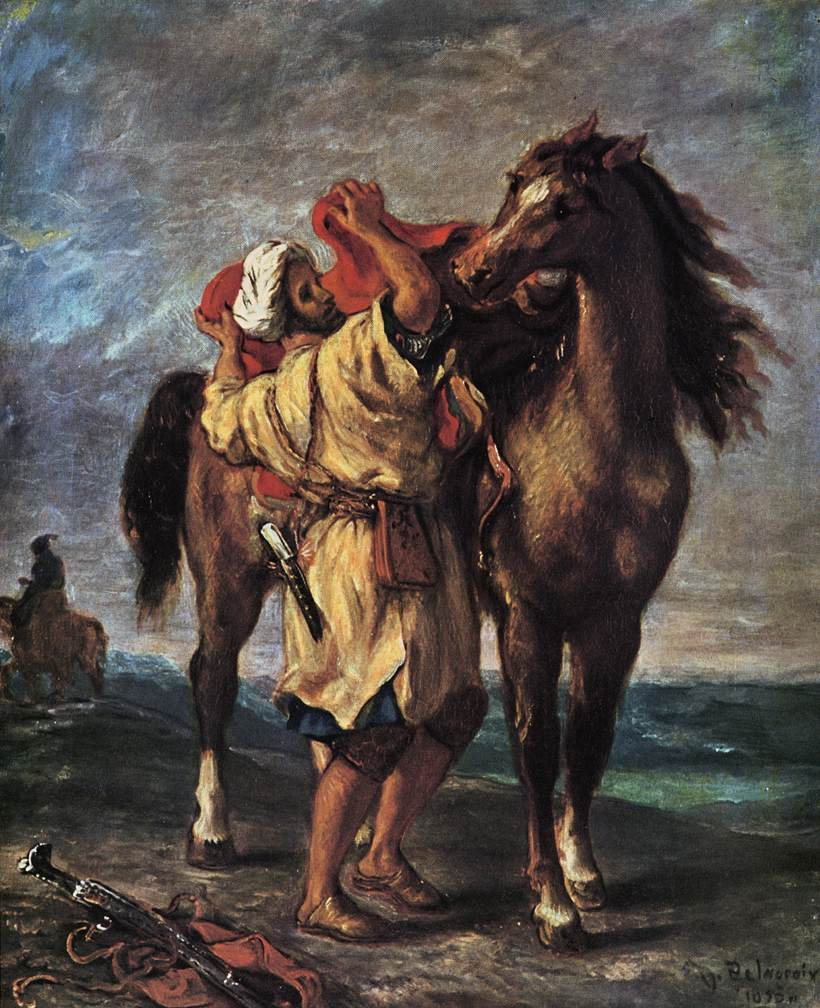
لوحة تجسد فارس مغربي وفرسه

هو محمد بن حمو بن عقى بن أحمد أو المدعو أمحزون بن موسى. ولد وسط عائلة أمحزون الأمازيغية التي تنتمي لقبيلة آيت حركات، وهي فخذة تنتمي لقبائل زيان الأطلسية. كان آيت حركات مستقرين نواحي قرية البرج، يعيشون من تربية المواشي ورسوم العبور من قنطرة البرج التي يؤديها المنتجعين بين الجبل وأزاغار (السهل المنبسط والمنتجع الصيفي للقبائل).

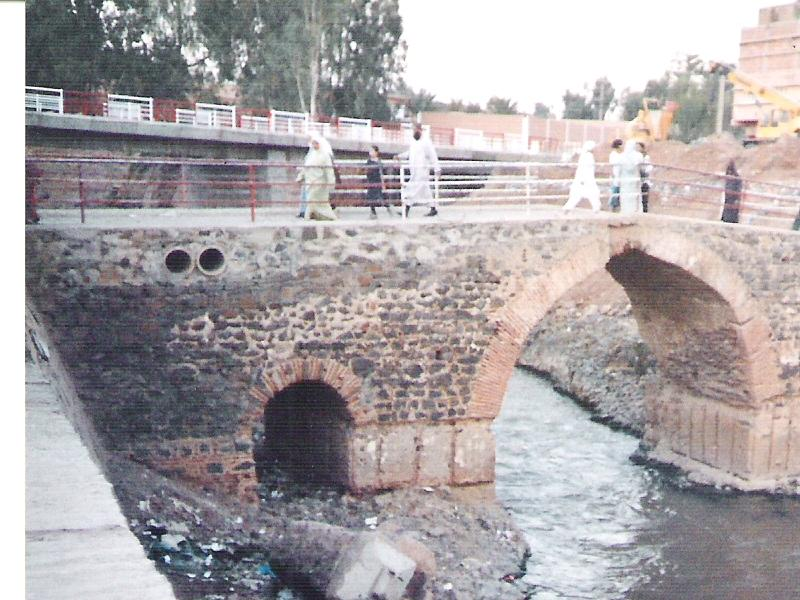
قنطرة خنيفرة

لكن النمو العمراني والتجاري الذي عرفته خنيفرة حوالي نهاية القرن التاسع عشر، جعل دور قرية البرج يتقلص. هكذا قرر أيت حركات تحت قيادة أمغارهم  حمو نعقى (والد موحا أوحمو) الاستيلاء على خنيفرة، وهكذا انفضوا على أيت عفي وطردوهم بصفة نهائية ، ومن ثم وضع الأمغار يده على تجارة المدينة وقنطرتها، الشيء الذي مكنه من بناء قصبة، كانت رمزا لقوة عشيرته، كما مكنته من فرض نفوذه شيئا فشيئا على بعض القبائل الزيانية، وذلك وبعد حروب طاحنة.

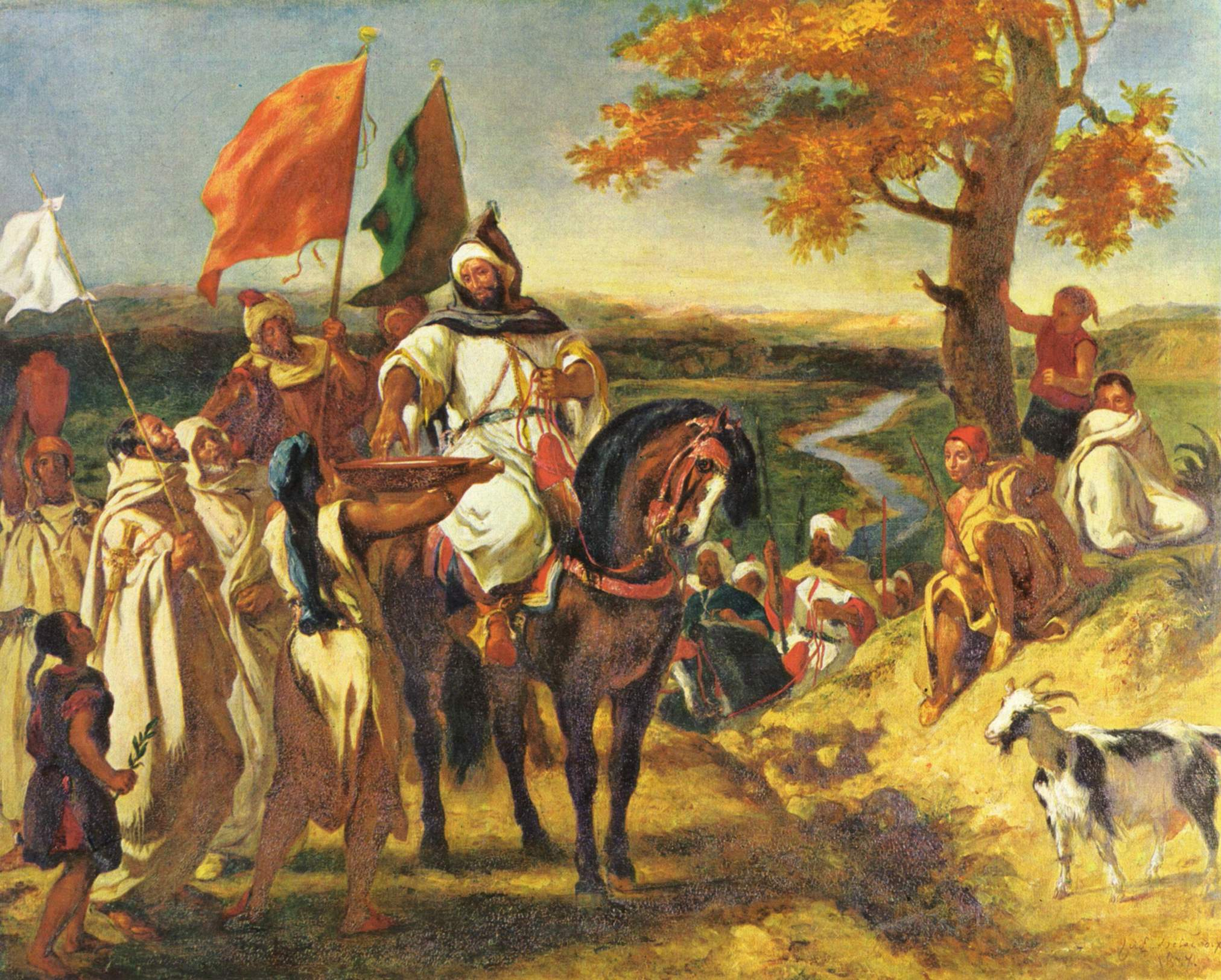
لوحة تجسد قايد مغربي يزور قبيلته

هذا الوضع دفع بقبائل إشقيرن الجيران الجنوبيين، إلى المبادرة بالهجوم على خنيفرة قبل ان يتم إخضاعهم بدورهم حيث أن الغارة نجمت عن وفاة سعيد (أكبر أولاد حمو نعقى وأمغار القبيلة) أثناء المعركة. فتم تعيين الأخ الأصغر لسعيد، موحا أوحمو، كأمغار للتحالف بما أن العادة جرت بأن يعين الأمغار من قبيلة أيت حركات. لم تقبل القبائل المنضوية في التحالف بقرار تعيين موحا اوحمو الصغير في السن أمغارا عليها، فإنفضت من حوله واستقلت بأمورها مرة أخرى. تقلص نفوذ موحا اوحمو على القبائل الزيانية نتيجة لذلك وأصبح لا يتعدى حدود فخذته آيت حركات.
كانت مهمة الأمغار تطوعية وبدون مقابل، ويتولاها أعيان القبيلة بالتناوب. ولكن نظرا لحالة الحرب مع إشقيرن، أصبح موحا امغارا دائما لجماعته بصفته قائدا للعمليات العسكرية. كان من الطبيعي أن يستغل موحا أوحمو ها المعطى لتوطيد سلطته، وفرض نفوذه أولا وقبل كل شيء على عشيرته، قبل بسطه على مجموع قبائل زيان. كما أنه تمكن من تحييد أبناء عمومته الكثيرين، والذين كانوا ينافسونه على المنصب ، ومن ثم بدأ بناء سلطته على قواعد صلبة بفضل حسه السياسي وقدرته على توحيد وتنظيم القبائل، واقتحام المعارك ضد الخارجين على سلطته.
فهم موحا انه مجرد أمغار عامي في نظر زيان والقبائل الأخرى، وأن هذه الأخيرة قد تنتفض عليه في أي وقت، رغم أنه تمكن من إخضاعها. لذلك بحث عن إضفاء مزيد من الشرعية على قيادته عن طريق التحالف مع السلطان العلوي الحسن الاول.

## موحا القائد المخزني
بعد هزيمة إسلي أمام فرنسا سنة 1844 وهزيمة تطوان سنة 1860 أمام إسبانيا فقد المغرب هيبته الدولية وأصبح محط أطماع عدد من الدول.
كان المخزن المغربي في وضع لا يحسد عليه على المستوى المالي،  حيث تسببت للمغرب في فقدان مداخيله الجمركية لصالح المنتصرين، بالإضافة إلى تملص بعض القبائل من أداء مستحقاتها، وإعفاء المحميين من كل ضريبة. كما أن المؤامرات الاستعمارية بدأت تلوح في الأفق، ويتحتم على المخزن توحيد المغرب لمواجهتها. وضع دفع بالسلطان إلى إستثمار مؤهلات أمغار زيان لكسر شوكة القبائل المتمردة في الأطلس المتوسط.
تم تعيين موحا أوحمو قائدا على زيان سنة 1886 من قبل السلطان مولاي الحسن،  كما تم تزويده بفرقة من الجيش المخزني، قوامها ثلاث مائة جندي، وبثلاثة مدافع. أصبح القائد يمثل السلطان والمخزن، ويعمل في إطار المشروعية، فالسلطة التي يمارسها على القبائل يستمدها من السلطان، والحرب التي يعلنها ضد العصاة يخوضها باسم السلطان، والضرائب التي يفرضها يجبيها باسم المخزن.
استعان القائد موحا أوحمو بالعساكر المخزنية التي وضعها السلطان تحت تصرفه في توسيع نفوذه، ولم يمض إلا زمن يسير حتى بدأت المعارك ضد أولئك الذين لا تنالهم أحكام المخزن أو ما كان يعرف ببلاد السيبة. ففي بلاد زيان، أسكت القبائل المناهضة له: كأيت خويا، وأيت بوهو، وأيت شارظ التي كانت مواقعهم في ضاحية خنيفرة. كما أسكت أيت بوحماد الذين كانوا يوجدون على بعد ثلاثين كلمترا غربي خنيفرة، وتغلب على منافسه القائد أقبلي الذي كان مع ذلك قد عينه السلطان قائدا على أيت سكوكو (زيان الشماليون) وأصبح تابعا له. وبذلك تمت له السيطرة الكاملة على مجموعة قبائل زيان.
وفي خارج زيان واجه خصومه الجنوبيين، اشقيرن وايت سخمان وما إليهم، فأسلموا له القياد بعد أن هدم عليهم إحدى مداشرهم. ثم انتقلت المعارك إلى الشمال واشتبك مع خصم عنيد، وهو الشريف مولاي عبد الواحد الأمراني الذي كان نفوذه يشمل كثيرا من قبائل المغرب الوسط، نذكر منها على سبيل المثال لا الحصر، بني مكيلد الغربية، وكروان الشرقية، وأيت عمرو، وأيت عبد الله، وأيت رحو… نازلته المحلة الزيانية بناحية مريرت، فوقعت معارك كثيرة اضطر فيها موحا أوحمو إلى طلب النجدة من المخزن،  فانهزم الشريف الأمراني وتراجع إلى مركزه بأمسمرير (ناحية ولماس) ولحقه موحا أوحمو، وتوالت المعارك بشدة إلى أن أصيب الشريف برصاصة أردته قتيلا، وفرت عنه جموعه.

## موحا مستشار السلطان

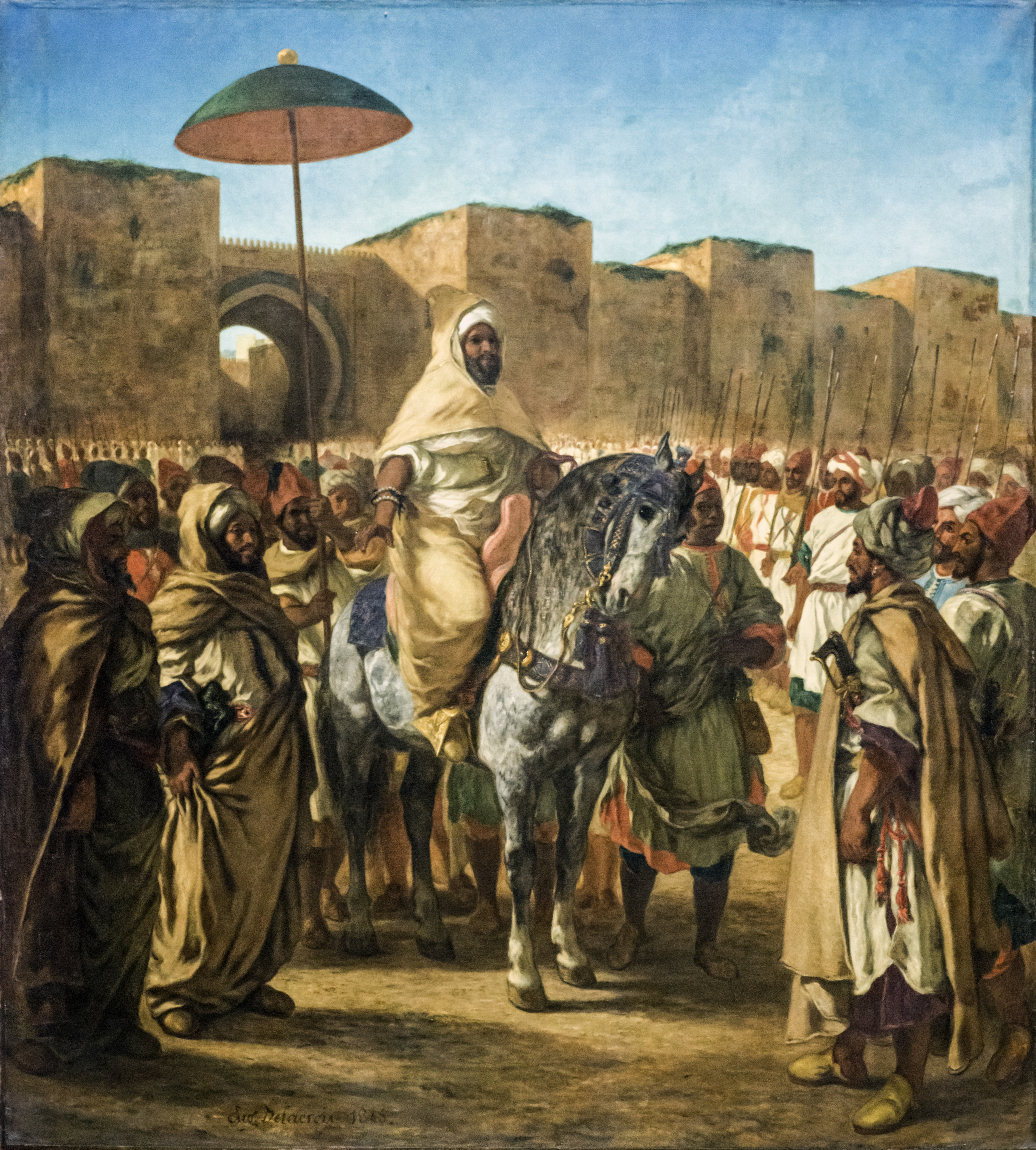
لوحة تجسد خروج سلطان مغربي من قصره (رسمت سنة 1845)

رافق موحا اوحمو السلطان في حملة عسكرية تأديبية ضد قبائل أيت سخمان سنة 1887. وكانت هذه القبائل قد غدرت بالأمير مولاي سرور، عم السلطان، الذي ذهب ليفاوضهم رغم تحذير موحا اوحمو الزياني. أظهرت هذه الحادثة بُعد نظر القائد الزياني. أصبح موحا أوحمو مستشارا له في شؤون الأطلس المتوسط”، وفوض له أمر تنصيب وتعيين قواد القبائل في هذه المنطقة. بفضل مساندة المخزن اتسعت مجال نفوذ القائد الزاياني، فشملت بالإضافة إلى بلاد زيان، مجموعة من قبائل أخرى كثيرة امتدت شرقا في الجبال إلى قبيلة أيت يوسي، وغربا إلى قبيلة أيت ويرا، وفي الهضبة من منطقة ولماس إلى مدينة أزرو، ومن خنيفرة إلى لقباب. كما أن السلطان زار قلعة أدخسان (نواحي خنيفرة) سنة 1888، ومكث فيها بضعة أيام، وهو يحارب القبائل الثائرة من قبائل إشقيرن.
كما أن القائد زار فاس سنة 1889 للتشاور مع السلطان ومخزنه، وفي هذه السفرة تزوج بامرأة من آل المليانيين، ونسل منها ولدا يدعى معمي ولد الفاسية الذي كان له شأن كبير في مقاومة الاستعمار الفرنسي. وكان القائد قد استغل هذه الزيارة، فاتصل بالتجار والحرفين وحثهم على المجيء إلى خنيفرة واستيطانها.

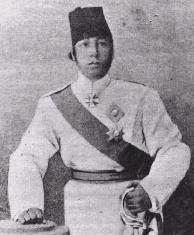
السلطان عبد العزيز بن الحسن

توفي الحسن الأول فجأة سنة 1894 خلال حملة للمخزن لإخضاع بعض القبائل الثائرة بجبال الأطلس. يقول الناصيري في كتابه الاستقصا لأخبار دول المغرب الأقصى أنه توفي «في الساعة الحادية عشرة من ليلة الخميس ثالث ذي الحجة الحرام، متم عام أحد عشر وثلاثمائة وألف» (يوافقه 6 يونيو 1894) على مقربة من «وادي العبيد، من أرض تادلا». تولى ابنه السلطان عبد العزيز حُكم المغرب من بعده (1894-1908) وذلك عن سن 14 سنة، وهو سن لم يكن يؤهله لممارسة الحكم الذي استحوذ عليه الصدر الاعظم باحماد. هذا الأخير أغرق السلطان الشاب بالهدايا والالعاب والتي أصبح شغوفا بها.

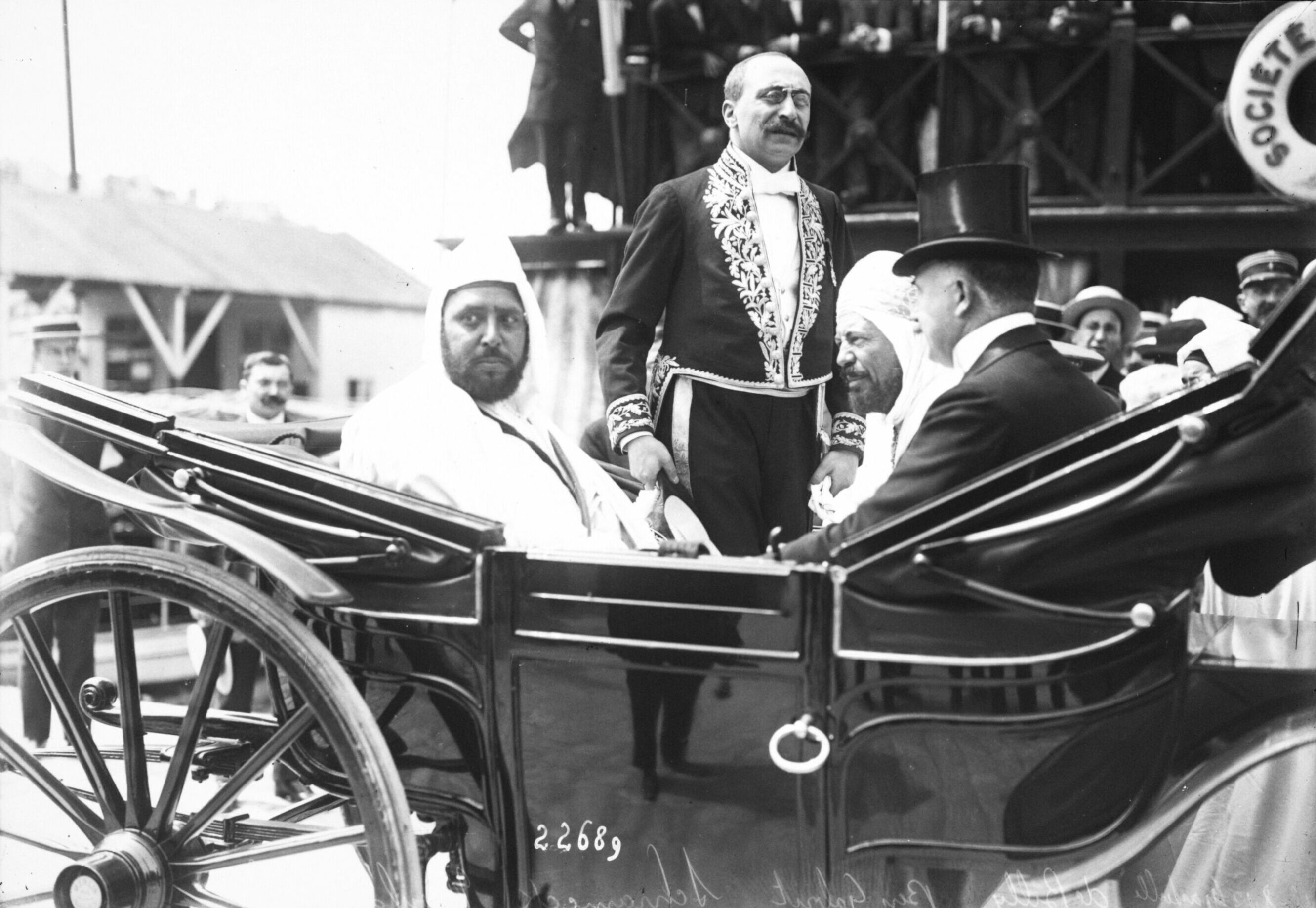
السلطان عبد الحفيظ في زيارة لمارسيليا سنة 1912

في هذه الأثناء كانت الدول الإستعمارية تتآمر على المغرب، على رأسها بريطانيا فرنسا وإسبانيا بالإضافة إلى ألمانيا التي طالبت بنصيبها من «الكعكة» وضغطت بطريقتها من خلال أزمة أكادير. اجتمعت اثنا عشر دولة أوروبية في مؤتمر الجزيرة الخضراء والذي شارك فيه الرئيس الأمريكي روزفلت كوسيط. في 7 أبريل 1906 من نفس السنة تم الإفصاح عن الوثيقة النهائية للمؤتمر. ثم جائت سنة 1912 ليوقع المغرب على عقد الحماية من خلال معاهدة فاس.

## موحا مقاوم السهول
لم تظهر مقاومة موحا أو حمو الزياني بشكل جلي إلا في سنوات العقد الأول من القرن العشرين الميلادي قبل فرض الحماية الفرنسية على المغرب سنة 1912م. هكذا، نجد ان موحا أوحمو إصطدم بالفرنسيين منذ وقت مبكر حينما أرسل بعض قواته لمؤازرة قبائل الشاوية ومديونة منذ سنة 1908م. قال أحمد المنصوري:

معارك زيان في كل المغرب

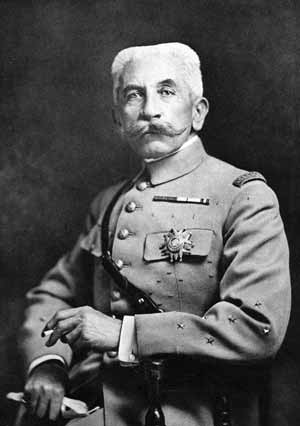
المقيم العام ليوطي

لكنه سرعان ما رجع إلى بلاده ومن الشاوية إلى سهول سايس، وخاض معارك طاحنة بزمور وزعير، منها معركة تافودايت (أبريل 1912) ببلاد زمور، ومعركة اكوراي ببلاد كروان (ماي 1912) جنوب مكناس، ومعركة الزحيلكة بتراب زعير، ومعركة إيفران بسيدي عبد السلام بتراب بني مطير (يونيو 1912)، ومعركة وارغوس (1913) في ناحية وادي زم. كما ساهمت قواته في الدفاع عن القصيبة سنة 1913م بعدما تحالف مع قائدها موحى أوسعيد.

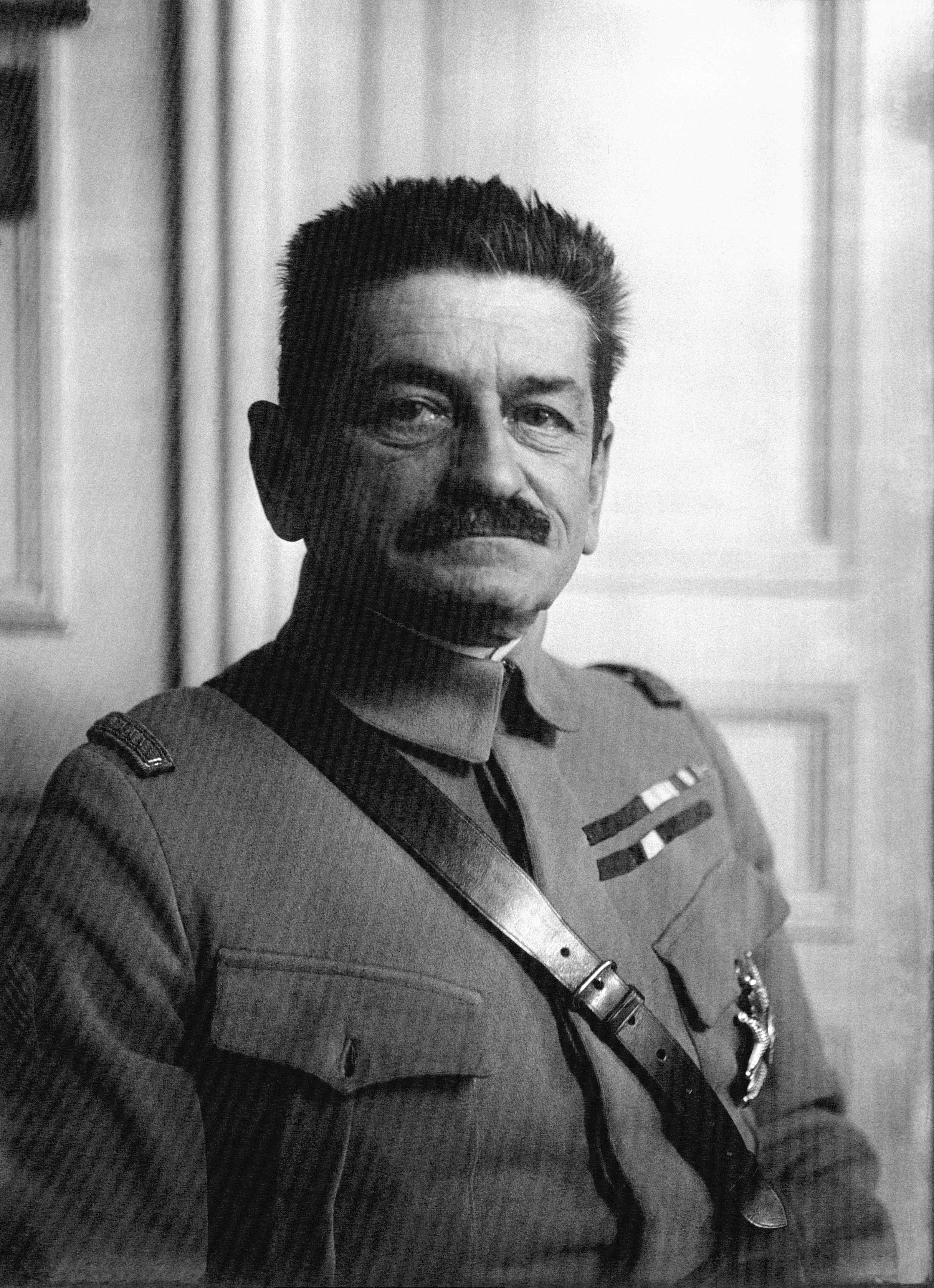
جنرال مانجان (Mangin)

يستنتج من هذه المعارك التي وقعت خارج بلاد زيان أن موحا أوحمو استطاع أن يستقطب المجاهدين الرافضين الاستسلام للمحتلين، والمناهضين للتدخل الأجنبي، بدءا من العساكر الذين رفضوا الخدمة العسكرية تحت سلطة المدربين الفرنسيين الذين جاؤوا من قبائل مختلفة، كزعير، وزمور، وكروان، والذين التحقوا بزيان لتعزيز صفوف المقاومة.
وأثبت هوبير ليوطي المقيم العام بالمغرب في 02 ماي 1914م دوافع احتلال االأطلس المتوسط حينما صرح قائلا:

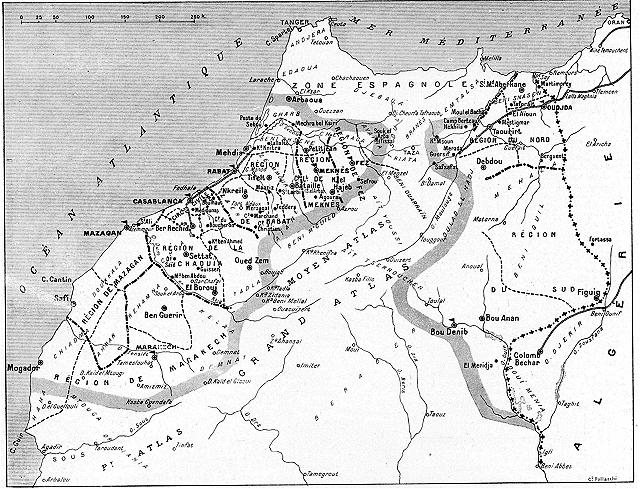
العمل العسكري الفرنسي في المغرب إلى حدود سنة 1914

إن مقاومة موحا أوحمو انطلقت شرارتها الأولى منذ وقت مبكر قبل فرض الحماية ميدانيا وعمليا، عندما حاول الكولونيل مانجان احتلال تادلا تمهيدا لاحتلال الأطلس المتوسط للقضاء على قبائل زيان ومقاومتهم العتيدة. لذا، وحّد موحا أوحمو وموحا أوسعيد جهودهما لمواجهة القوات الفرنسية الغازية، لكن انبساط السهول في منطقة تادلا وتفوق فرنسا عسكريا ونقص الذخيرة عند المقاومين الأمازيغ سهل على الفرنسيين الدخول إليها في أبريل 1913م.
وعلى الرغم من هذا الاحتلال، فقد ألحق قائدا المقاومة الأمازيغية بالفرنسيين خسائر فادحة في الأرواح والبشر في معركة القصيبة التي دامت ثلاثة أيام متواصلة، والتي أدت بالكولونيل مانجان إلى التراجع إلى منطقة تادلا، ولم يدخل الفرنسيون قصبة بني ملال إلا في صيف سنة 1916م، في حين لم تخضع القوات الفرنسية القصيبة إلا في أبريل 1922م، بعد أن جهزت لذلك قوة ضخمة من الرجال والعتاد.

بعد معارك ضارية في منطقة تادلا إلى جانب رفيقه في المقاومة موحا أو سعيد، تراجع أوحمو الزياني إلى مدينة خنيفرة التي كان قائدا لها، فجمع الزيانيين ووحد القبائل الأمازيغية بالأطلس المتوسط وتحالف مع القبائل الأطلسية المجاورة، فكون جيشا قويا مدربا على الرغم من نقص العتاد والأسلحة والمؤن. يقول المارشال “ليوطي” في هذا الجيش: 

## موحا أسد الجبال
استعمل رئيس المعسكر الفرنسي في مكناس الجنرال هنريس في البداية أسلوب الترغيب لاستمالة القائد محمد أوحمو الزياني، فأرسل إليه بوفد يرأسه القائد إدريس أورحو المطيري قائد بني مطير والحاجب. كان الوفد محملا بهدايا نفيسة وثمينة، ولكنه لم يتمكن من إقناع القائد محمد أوحمو بالاستسلام رغم الوعود المجزية، فرجع بخفي حنين.

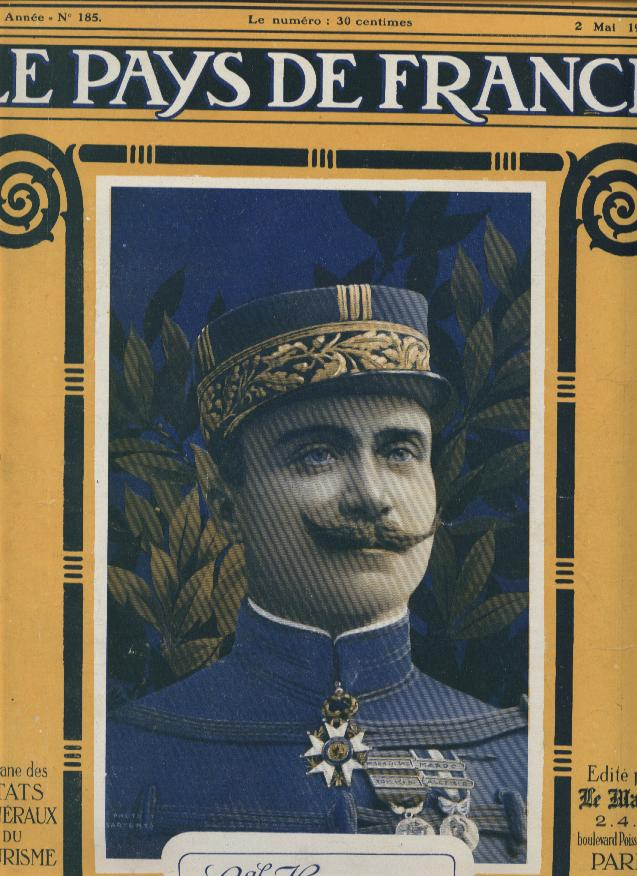
الجنرال هنريس

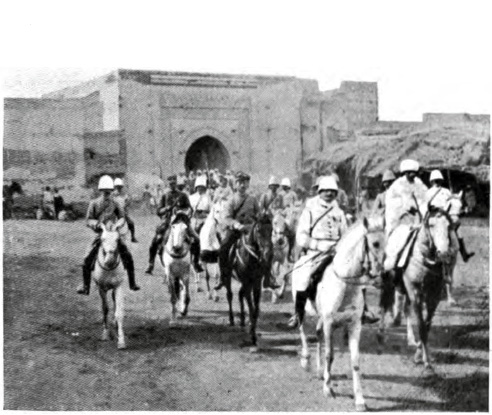
دخول الجنرال مانجن مراكش في 1912

كما حاول ليوطي المقيم العام الفرنسي قبل الجنرال هنريس استمالة القائد محمد أوحمو بواسطة شخصيات مرموقة في الجهاز المخزني، وخاصة الوزير إدريس البوكيلي، وباشا مدينة أبي الجعد الحاج إدريس الشرقاوي، ثم بواسطة أولاد القائد محمد أوحمو في مؤتمر واد زم. لكن تلك المحاولات كلها لم تفلح في رضوخ القائد. كان هدف المفاوضات أن ينضم إلى مشروع الحماية، كما انضم إليه أمثاله من كبار القواد كالكلاوي و. لكن أيا من المبعوثين لم يفلح في إقناعه، وكان جواب موحا أوحمو الدائم هو 

ولما فشل الفرنسيون في استمالة موحا أوحمو وإغرائه وتسويفه، قررت القوات الغازية بقيادة الكولونيل هنريس (Henrys) أن تشن حرب الإبادة ضده وضد القبائل الأمازيغية وخاصة قبيلة زيان المعروفة بالشجاعة النادرة وقوة الشكيمة كما يعترف بذلك الجنرال گيوم: 
منذ احتلال خنيفرة (12 يونيو 1914) إلى نهاية الحرب العالمية الأولى في أوروبا، حاصر الفرنسيين داخل عاصمته. ويكفي الوقوف عند بعض المعارك التي أربكت العدو، وأثرت على جنوده تأثيرا نفسيا كمعركة أقلال (30 يونيو 1914)، ومعركة تكط (7 يوليوز 1914)، ومعركة تازورت موخبو (20 غشت 1914).

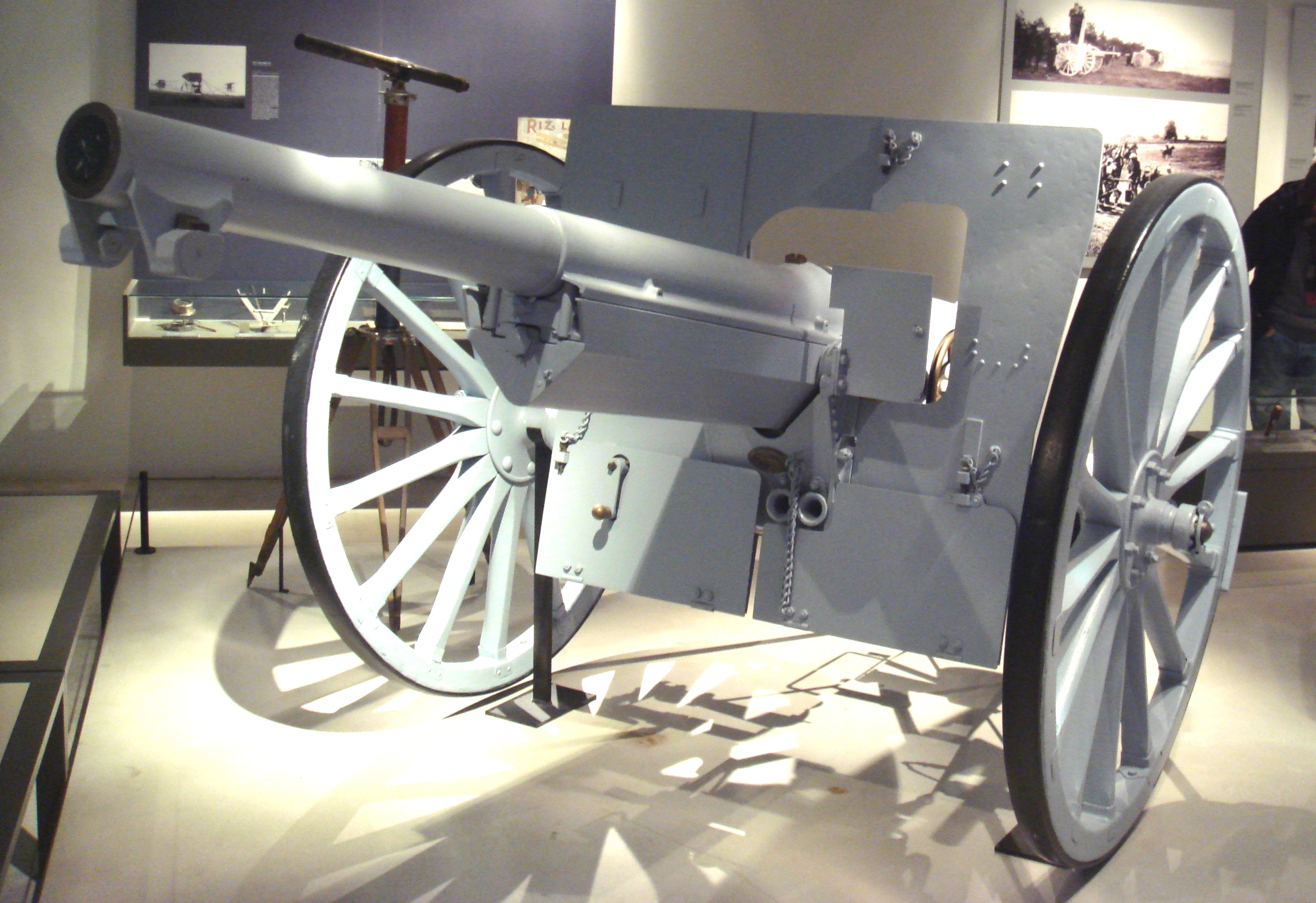
مدفع عيار 75 شبيه بالمدافع المغنومة في الهري

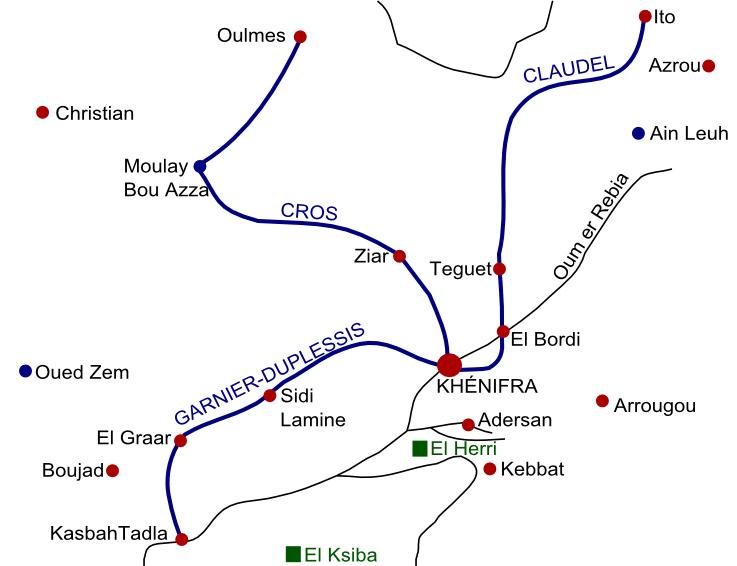
هاجم الفرنسيون خنيفرة من ثلاث جهات

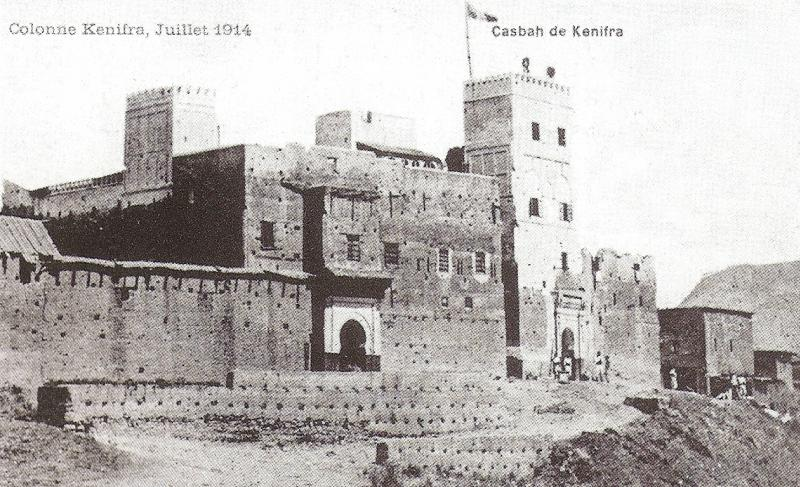
قصبة خنيفرة سنة 1914

على أن أكبر انتصار حققه موحا أوحمو، هو الانتصار الذي انتزعه في معركة لهري (13 نونبر 1914)، التي كان لها صدى عميق، ليس فحسب في المغرب كله، بل كذلك في فرنسا. فقد استطاع أن يحطم جيش الكولونيل لوفيردير تحطيما كاملا، ويحوله إلى جثث من القتلى وأجسام الجرحى، انتشرت على أرض قرية لهري الصغيرة، ويغنم جميع المدافع والرشاشات، وعددا كبيرا من البنادق. كانت المعركة بمثابة فاجعة مأساوية بالنسبة للفرنسيين حتى قال الجنرال ”كيوم” (Guillaume)أحد الضباط الفرنسيين الذين شاركوا في الحملة على قبائل الأطلس المتوسط في مؤلفه “البربر المغاربة وتهدئة الأطلس المتوسط (1939/1912): 
تكبدت القوات الفرنسية هزيمة نكراء رغم أن موازين القوى كانت لصالحها ، فقد خسرت 613 قتيل منهم 200 جندي و33 ضابط وجرح 6 ضباط و32 جندي و218 قتيل قي صفوف الجزائريين والتونسيين و37 قتيل من الكوم المغاربة و125 قتيل من السنغاليين وكان قوام القوات المهاجمة 1187 جندي و43 ضابط وهذا إحصاء رسمي جاء في التقرير الذي رفعه الجنرال هنريس Henrys لفائدة الجنرال ليوطي بعد المعركة مباشرة .
لم تصدق الدوائر العليا ما حدث ولا حجم الخسائر التي لحقت بقواتها ، فعمدت إلى كتمان الخبر عن الراي العام في فرنسا والمغرب وفرضت رقابة صارمة على وسائل الإعلام لمنع الخبر من الانتشار خوفا على انهيار معنويات جنودها بصفة عامة وخاصة المشاركين في الحرب العالمية الأولى .

## الهري والحرب العالمية
كان لوقعة الهري الشهيرة أثر كبير في ذيوع صيت البطل أمحزون محمد أوحمو الزياني، ليس على الصعيد المحلي والوطني فحسب بل على الصعيد الدولي. ففي عام 1914 م اندلعت الحرب العالمية الأولى بين دول المحور وهي: ألمانيا والنمسا والدولة العثمانية، وبين دول الحلفاء وهي : فرنسا وبريطانيا والولايات المتحدة الأمريكية.
لما بلغ إلى مسامع الألمان والأتراك العثمانيين هزيمة فرنسا النكراء في معركة الهري، اتخذوا قرارا بربط الصلة مع القائد محمد أوحمو الزياني، فبعثوا إليه رسلا متخفيين في زي تجار، وكان يقيم وقتئذ في بوسادر، فسلم إليه هؤلاء الرسل خطابا وأكياسا من المال.

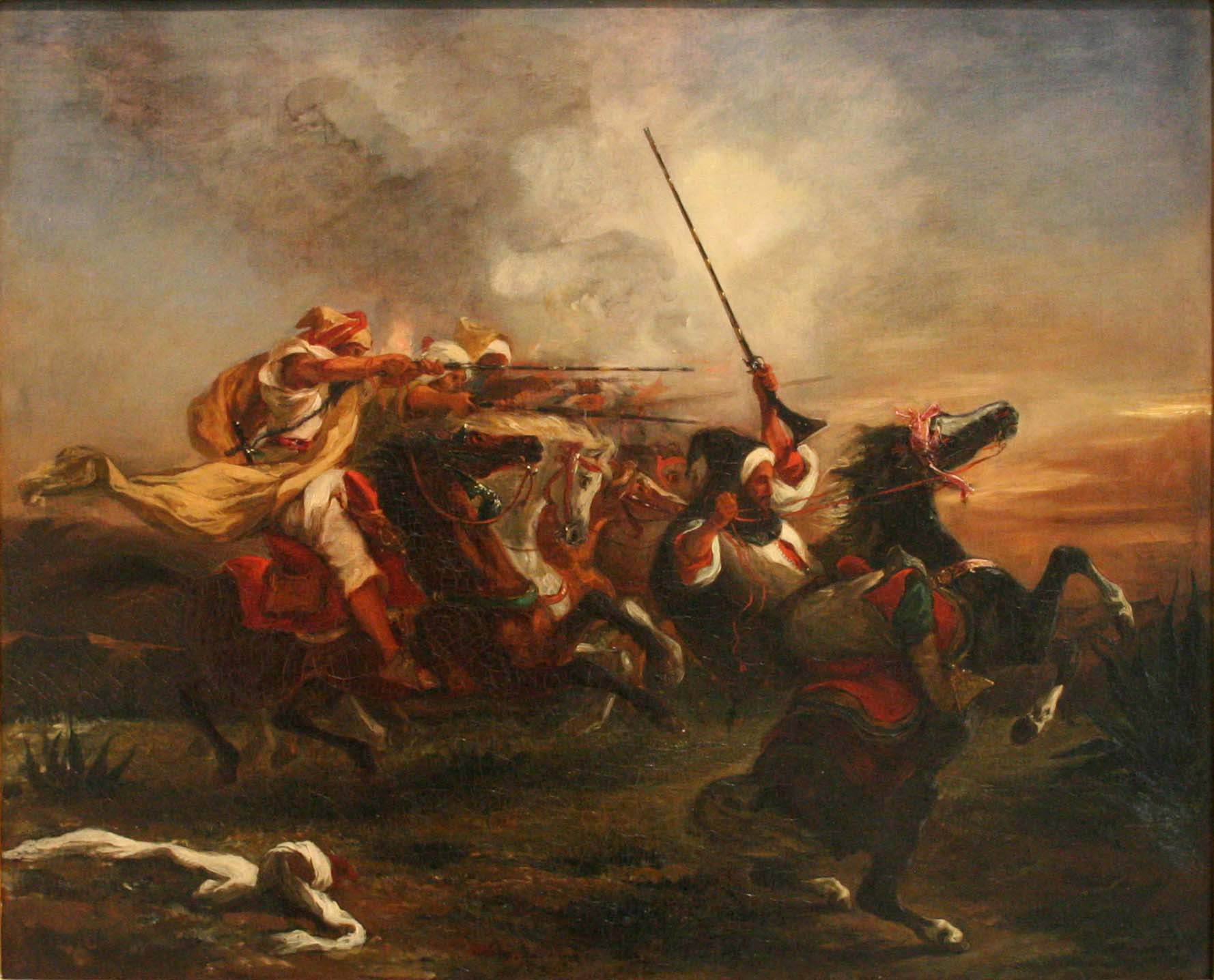
لوحة تجسد مناورات عسكرية مغربية (1845)

وفي الغد عقد القائد ندوته المعروفة بين أولاد، وقرئ الخطاب الذي أذكى فيهم حماسا زائدا، إذ وعده الإمبراطور الألماني والسلطان العثماني بمده بالعتاد والمال، وكل ما يحتاج إليه لمواجهة ومناهضة المحتل الفرنسي، العدو اللدود لألمانيا والدولة العثمانية. هنا انتهز القائد محمد أوحمو هذه الفرصة السانحة ليوجه خطابا مع هذا الوفد إلى الدواتين المتحالفتين ألمانيا والسلطة العثمانية جاء فيه : 

## موحا الشهيد

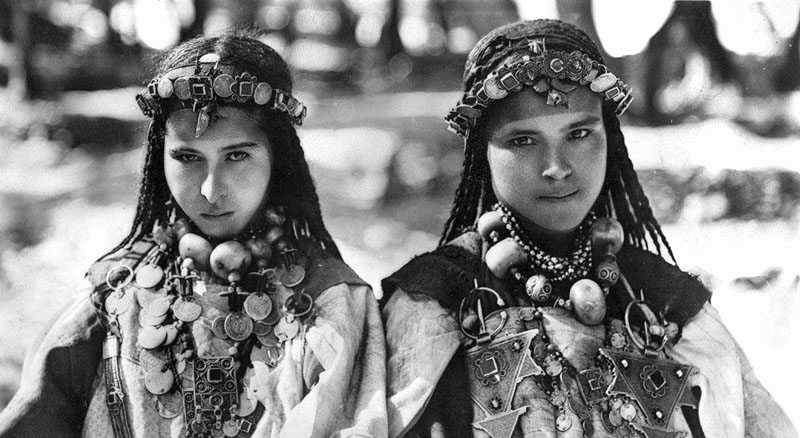
صورة أرشيفية لشاباتين أمازيغيتين

هكذا ظل موحا أوحمو يناضل في سهول خنيفرة، وفوق ضفاف نهر أم الربيع إلى أن استشهد في معركة أزلاك نتزمورت بجبل تاوجكالت يوم 27 مارس 1921. جاء في كتاب كباء العنبر أن المعركة : 

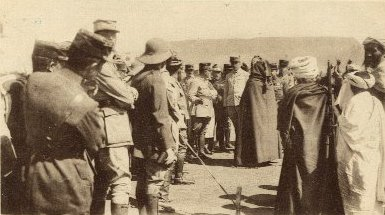
إستسلام حسن (ابن موحا) وترقيته باشا

وقد عبرت المرأة الزيانية بمرارة إحساسها وحزنها إثر مقتل الزعيم وموته كما تمنى أن يموت وسلاحه في يده. حيث تذكر المصادر كيف أن النساء في المداشر يندبن وجوههن وينحبن نواحا جنائزيا. هذه المرأة التي شاركت بدورها رجال القبائل في المعارك. ولا مثال على ذلك إلا إطو بن موحا أوحمو.

لقد كانت هذه المقاومة تنقل الأخبار إلى موحا وحمو، ويقول علال الفاسي في هذا الصدد :
يمكن إقرار أن معركة لهري دخلت مع موحا وحمو وقبائل خنيفرة التاريخ من بابه الواسع ، بحيث أعطوا جميعا للمستعمر درسا لا ينسى في الكفاح والصمود ، سيبقى شاهدا على مر العصور.